# Hesperaloe nocturna
Hesperaloe nocturna (englischer Trivialname „Night-blooming Hesperaloe“) ist eine Pflanzenart der Gattung Hesperaloe in der Familie der Agavengewächse.

## Beschreibung
Hesperaloe nocturna wächst stammlos, ist rhizomatös und bildet Klumpen von 1 bis 2 m Durchmesser. Die variablen, flexiblen, aufrechten, linealischen bis lanzettförmigen, grasähnlichen, hellgrünen Laubblätter sind 100 bis 150 cm lang, an der Basis 1 bis 2 cm breit, zum Ende dünner werdend mit einem spitzen Dorn. Die braunen, grauen Blattränder sind variabel, fein weiß faserig.
Der Blütenstand wird 1 bis 4 m hoch mit mehreren Verzweigungen in der oberen Hälfte. Die rosa bis roten nachtblühenden, glockigen bis radförmigen Blüten sind 25 bis 30 mm lang und bis 30 mm breit. Die Blühperiode ist von April bis Juli.
Die in der Reife eiförmig bis runden holzigen Kapseln sind 25 bis 40 mm lang und 25 bis 30 mm breit. Die strukturierten schwarzen Samen sind 6 bis 11 mm lang, 5 bis 8 mm breit und 1 mm dick. Die Samenreife ist je nach Blütezeit von Juni bis August.
Charakteristisch sind die grasähnlichen, langen Blätter im Gegensatz zu Hesperaloe parviflora, die kürzere und nicht so zahlreiche Blätter aufweist. In der Ruhezeit ist die Art leicht mit dem Beargras Nolina microcarpa zu verwechseln. Jedoch besitzt diese gezahnte Blattränder. Hesperaloe nocturna blüht wie Hesperaloe tenuifolia nachts. Hybriden von Hesperaloe parviflora und Hesperaloe nocturna sind bekannt. 

## Verbreitung und Systematik
Hesperaloe nocturna ist in Mexiko im Bundesstaat Sonora in der Sonora-Wüste in einem begrenzten Gebiet in 950 bis 1150 m Höhe angesiedelt. Die Art wächst vergesellschaftet mit Yucca arizonica und Fouqueria splendens.
Die gültige Beschreibung durch Howard Scott Gentry unter dem Namen Hesperaloe nocturna ist 1967 veröffentlicht worden.
Hesperaloe nocturna ist in Deutschland bis minus 14 °C frosthart. Sie ist in Sammlungen kaum vertreten.